# Saint-Maurice-la-Souterraine
Saint-Maurice-la-Souterraine település Franciaországban, Creuse megyében. Lakosainak száma 1126 fő (2022. január 1.). Saint-Maurice-la-Souterraine Fromental, La Souterraine, Arnac-la-Poste, Saint-Amand-Magnazeix és Fursac községekkel határos.

## Népesség
A település népessége az elmúlt években az alábbi módon változott:
| Lakosok száma | 1246 | 1082 | 1089 | 1165 | 1259 | 1233 | 1223 | 1222 | 1190 | 1126 |
|               | 1968 | 1982 | 1990 | 2006 | 2013 | 2015 | 2017 | 2019 | 2020 | 2022 |